# Berce de Sosnowskyi
Heracleum sosnowskyi
Espèce
La Berce de Sosnowskyi ou Berce de Sosnowski (Heracleum sosnowskyi) est une espèce de plantes à fleurs de la famille des Apiaceae. C'est une plante herbacée originaire du Caucase et de l'ouest de l'Asie.

## Description

### Appareil végétatif
La Berce de Sosnowski est une plante herbacée vivace avec une hauteur de 3 à 5 m. La tige est droite et ferme pouvant atteindre 12 cm de diamètre. Les feuilles mesurent de 50 à 60 cm de long. La racine est très ferme, jusqu'à 30 cm de long.

### Appareil reproducteur
L'inflorescence est une grande ombelle située à l'extrémité de chaque tige. Elle fleurit de juillet à septembre et produit des milliers de graines.

## Phototoxicité
La Berce de Sosnowski contient des substances qui sont photosensibilisantes.

## Espèce envahissante
En France, la Berce de Sosnowskyi est sur la liste annexée à l'Arrêté du 14 février 2018 relatif aux espèces végétales exotiques envahissantes sur le territoire métropolitain. Elle figure aussi dans la liste des espèces exotiques envahissantes établie par l'Union européenne. Cela signifie qu'elle ne peut plus être importée, cultivée, commercialisée, plantée, ou libérée intentionnellement dans la nature.